# Shabab Rafah
Der Shabab Rafah Sports Club (arabisch نادي شباب رفح الرياضي) ist ein palästinensischer Fußballverein aus Rafah. Aktuell, Stand Oktober 2023, spielt der Verein in der Gaza Strip Premier League.

## Erfolge
- Gaza Strip Premier League
  - Meister: 2012/13, 2013/14, 2020/21, 2021/22

- Gaza Strip Cup
  - Sieger: 1994, 1995, 2003, 2005/06, 2012, 2016/17, 2019/20
  - Finalist: 1999, 2000, 2017/18

- Gaza Strip Supercup
  - Sieger: 2013, 2014, 2017, 2018, 2020

- Palestine Cup
  - Sieger: 2016/17

## Stadion
Der Verein trägt seine Heimspiele im Rafah Municipal Stadium in Rafah aus. Das Stadion hat ein Fassungsvermögen von 5000 Personen.